# Королёвский колледж космического машиностроения и технологии
Колледж космического машиностроения и технологии (ККМТ) — государственное образовательное учреждение среднего профессионального образования, входящее в состав Технологического университета города Королёва Московской области.

## История
В 1947 году по инициативе генерального конструктора отечественной ракетно-космической техники С. П. Королёва был организован Калининградский механический техникум, с целью подготовки кадров для работающих в городе научно-исследовательских институтов и предприятий. Колледж был создан на базе ремесленного училища № 3 при НИИ-88 (ныне – ЦНИИмаш) филиала Московского военно-механического техникума. Первым директором стал начальник отдела подготовки руководящих кадров НПО «Энергия» (ныне – ПАО «РКК «Энергия») Евстафий Мельников.
Преподавательский состав формировался из числа инженеров предприятий города, преподавателей ремесленного училища №3 и учителей школ. Первые учебные группы состояли из учащихся ремесленного училища №3 и работников предприятия – всего 126 студентов. Они учились без отрыва от производства на вечернем отделении по специальностям «Производство летательных аппаратов» и «Технология машиностроения». Предприятия ракетно-космической отрасли оказывали шефскую помощь в составлении рабочих программ и учебно-методических пособий, комплектовании техникума необходимым оборудованием.
В 1951 году техникум перешёл из статуса филиала Московского военно-механического техникума в самостоятельное учебное заведение среднего профессионального образования. В нём открылось дневное отделение, и появилась новая специальность «Приборы управления» (сегодня – «Радиотехнические комплексы и системы управления космических летательных аппаратов»). В том же году состоялся первый выпуск дипломированных специалистов-техников.
В 1964 году появились специальности «Программирование для ЭВМ» и «Экономика и бухгалтерский учёт». 
С увеличением количества специальностей вырос и контингент учащихся – в два раза, а также – число преподавателей и сотрудников. Началось строительство нового просторного здания техникума с лабораторным корпусом, мастерскими, актовым и спортивным залами, которое открылось в 1974 году (ул. Пионерская, д. 8). В нём в течение учебного года могли учиться одновременно 2000 студентов дневного и вечернего отделений. 
Техникум стал базовым учебным заведением для подготовки специалистов со средним техническим образованием для космической отрасли и предприятий города Королёва (РКК «Энергия» им. С. П. Королёва, ЦНИИМАШ, Конструкторское бюро химического машиностроения им. А. М. Исаева).
Высокий уровень преподавания и оснащённости учебного процесса позволил техникуму в 1992 году получить статус Колледжа космического машиностроения и технологии.
В 1990-х–начале 2000-х в ККМТ открывались новые специальности: «Коммерция» (1991 г.), «Менеджмент» и «Протезно-ортопедическая и реабилитационная техника» (1992 г.), «Биотехнические и медицинские аппараты и системы» и «Средства механизации автоматизации» (1997 г.), «Техническое обслуживание и ремонт автомобильного транспорта» (2004 г.).
В целях подготовки квалифицированных специалистов 2009 году колледж стал реализовывать концепцию непрерывного образования «школа–колледж–предприятие–вуз». Начало применяться практико-ориентированное обучение, предусматривающее обязательное прохождение студентами практики на производстве. Начало работу студенческое конструкторское бюро. Снова увеличилось количество специальностей: открылись «Информационные системы», «Строительство и эксплуатация зданий и сооружений», «Монтаж, наладка и эксплуатация электрооборудования промышленных и гражданских зданий», «Право и организация социального обеспечения», «Дизайн».
В 2012 году колледж стал структурным подразделением Финансово-технологической академии (ныне – Технологический университет) . Благодаря этому колледж расширил взаимодействие с предприятиями, появились новые базы практик.
Студенты колледжа являются многократными победителями и призёрами всероссийских и международных олимпиад, конференций, конкурсов профессионального мастерства. В 2018 году студенты Егор Оленич и Елена Поелуева заняли первое место в компетенциях «Фрезерные работы на станках с ЧПУ» и «Реверсивный инжиниринг» на VI Национальном чемпионате «Молодые профессионалы» WorldSkills Russia.

## Учебная деятельность
В колледже обучаются около 2000 студентов по 11 специальностям:
- Производство летательных аппаратов
- Обеспечение информационной безопасности телекоммуникационных систем
- Информационные системы и программирование (по отраслям)
- Мехатроника и мобильная робототехника (по отраслям)
- Радиотехнические комплексы и системы управления космических летательных аппаратов
- Технология металлообрабатывающего производства
- Монтаж, техническое обслуживание и ремонт электронных приборов и устройств
- Протезно-ортопедическая и реабилитационная техника
- Техническое обслуживание и ремонт двигателей, систем агрегатов автомобилей
- Управление качеством продукции, процессов и услуг
- Экономика и бухгалтерский учёт (по отраслям)
- Право и организация социального обеспечения

Обучение ведётся по очной, очно-заочной и заочной формам.
Главная особенность учебного процесса – практико-ориентированное обучение. В колледже открыто 8 учебно-научных лабораторий и 3 мастерские.
Контингент преподавателей – порядка 140 человек.

## Проекты
На территории колледжа Технологический университет совместно с РКК «Энергия» ведёт строительство лунодрома – имитатора лунной поверхности. В рамках проекта: проведение экспериментальной отработки лунных аппаратов, натурные испытания роботов, роверов, системы жизнеобеспечения космонавтов, проведение соревнований по робототехнике и ракетному моделированию, создание музея под открытым небом.
В колледже открыт Музей космонавтики. Среди экспонатов: реальные модули и двигатели космических летальных аппаратов, документы и фотоматериалы об истории мировой космонавтики и ракетостроения. 

## Директора колледжа
- Е. А. Мельников (1947—1952)
- А. Е. Щербаков (1952—1958)
- В. И. Бугашев (1958—1960)
- Ю. Г. Климов (1960—1974)
- В. А. Нюхин (1974—1978)
- П. С. Тимощенко (1978—2007)
- В. И. Степаненков (2007—2012)
- Т. Б. Кучерова (2012—2016)
- И. Ш. Шанаурова (2016)
- Г. А. Тимошенко (2016—2017)
- Д. В. Сысоев (2017 — н. в.)

## Известные выпускники
- Рюмин, Валерий Викторович — лётчик-космонавт, дважды Герой Советского Союза;
- Козеев, Константин Мирович — лётчик-космонавт, Герой России;
- Мерзликин, Андрей Ильич — российский актёр театра и кино, кинорежиссёр, телеведущий;
- Грачевский, Борис Юрьевич — советский и российский кинорежиссёр и сценарист, режиссёр киножурнала «Ералаш»[9];
- Морозенко, Александр Фёдорович — глава города Королёва с 1996 по 2009 год;
- Стрекалов, Александр Фёдорович — генеральный директор ЗАО ЗЭМ ОАО РКК «Энергия» им. С. П. Королёва с 1999 по 2006 год.